# 酥油灯 (电影)
《酥油灯》（法语：La lampe au beurre de yak）是一部2013年中法合拍电影短片，由中国导演胡伟执导，讲述一名摄影师在四川给藏区牧民照相的故事，曾入围第66届戛纳电影节“影评人周”单元，赢得第50届金马奖最佳短片。获得第87届奥斯卡金像奖最佳真人短片提名。
片长15分钟，Genden Punstock主演。

## 荣誉
- 法国克莱蒙费朗国际短片电影节大奖
- 美国电影协会(AFI)电影节短片奖
- 洛杉矶国际电影节最佳短片
- 墨西哥瓜纳华托国际电影节短片奖
- 第50届金马奖最佳創作短片